# أيام الحرب والموت
أيام الحرب والموت هي الرواية الأولى للكاتب الفلسطيني رشاد أبو شاور صدرت عام 1973.